# Edward Jerningham Wakefield

Edward Jerningham Wakefield

Edward Jerningham Wakefield (* 25. Juni 1820 in London, England; † 3. März 1879 in Ashburton, Neuseeland) war Politiker, Publizist, Abenteurer und Vertreter der New Zealand Company in Neuseeland.

## Leben
Der Sohn von Edward Gibbon Wakefield wuchs, nachdem seine Mutter Eliza Anne Frances Pattle zehn Tage nach seiner Geburt gestorben war, mit seiner Schwester Susan Priscilla hauptsächlich bei seiner Tante Catherine Torlesse auf. Nach seiner Schulausbildung an dem King’s College in London wurde sein weiteres Leben unweigerlich durch die engagierten Unternehmungen seines Vaters geprägt.
1838 arbeitete er 18-jährig als Sekretär und Büroangestellter für seinen Vater auf dessen Kanada-Reise. Als sein Onkel William Hayward Wakefield im Auftrag der New Zealand Company 1839 nach Neuseeland reiste, ging er als Vertreter der Company mit. Als Erforscher und Agent der Company ging er 1840 nach Wanganui auf der Nordinsel Neuseelands und war dort verantwortlich für den Landkauf zu Siedlungszwecken.
Nachdem Gouverneur Robert FitzRoy ihn wegen seines Verhaltens als einen „Missionar des Teufels“ tadelte, ihm ein angetragenes Richteramt entzog und ihn aufforderte, zurück nach England zu gehen, reiste er 1844 ab und ging zurück nach London. In den darauf folgenden fünf Jahren arbeitete er etwas desorientiert für die New Zealand Company und die Canterbury Association, reiste viel umher und schrieb einige Bücher.
Das erste Buch, Adventure in New Zealand (publiziert 1845), in dem er Geschichten über seine Erkundungen und den Ansiedlungsprojekten von Wellington, Wanganui und New Plymouth erzählte, machte ihn als Propagandist und Verfechter der New Zealand Company bekannt. Im Jahr 1848 folgte The hand-book for New Zealand, ein Praxishandbuch für diejenigen, die Kolonist werden wollten. 1850, finanziell vor der Pleite, beschloss er mit Canterbury-Siedlern auf der Lady Nugent zurück nach Neuseeland zu gehen und in Christchurch zu siedeln.
1853 wurde er in das House of Representatives, des ersten Parlaments von Neuseeland gewählt, dem er bis zu seiner Abwahl 1855 angehörte. Seine Bemühungen zur Wiederwahl scheiterten 1858 und 1861. Von 1857 bis 1861 war er Provinzrat in Wellington City. 1871 gelang ihm die Wiederwahl ins Parlament ein letztes Mal, bis er dann 1875 als Vertreter von Christchurch-Ost endgültig scheiterte.
Zeit seines Lebens hatte er den Ruf seine Intelligenz und Fähigkeiten zu verschwenden. Man hielt ihn für begabt und intelligent, aber auch für willensschwach, leichtsinnig, streitsüchtig und im Allgemeinen als instabil. Seine Kritiker, zu denen auch sein Vater Edward Gibbon Wakefield zählte, klagten ihn wegen seiner Übertreibungen und Unaufrichtigkeit an. Sein Ausführungen waren emotional und meist auch von einer gewissen Dramatik geprägt.
Auf der anderen Seite zeigten seine Arbeiten in seinen Büchern und Aufzeichnungen, Genauigkeiten und Ausführlichkeiten, mit einer Liebe zum Detail geprägt. So waren unzählige Fakten in seinen botanische Beobachtungen, in geographische Information, Wegbeschreibungen zu den Häfen, Buchten und Kanäle, Informationen über Winde, Gezeiten und Segelbedingungen sehr nützlich und allgemein anerkannt.
Edward Jerningham Wakefield heiratete recht spät am 3. Oktober 1863 die fast 20 Jahre jüngere Ellen Roe, Tochter eines Bauunternehmers und späteren Hotelbesitzers aus Christchurch. 1868 gab er ein weiteres Buch mit dem Titel The Founders of Canterbury heraus, die Briefe seines Vaters enthielten. Des Weiteren verfasste er mehrere politische Schriften. Sein späteres Leben war vom Alkoholismus und Verwirrung gezeichnet. Er starb am 3. März 1879 in dem Old Men’s Home in Ashburton.

## Werke
- Adventure in New Zealand from 1839 to 1844 in two Volumes. John Murray, London 1845 (englisch).
- The hand-book for New Zealand. John W. Parker, London 1848 (englisch).
- The Founders of Canterbury. Stevens and Co, Christchurch 1868 (englisch).
- Joan Stevens (Hrsg.): The London Journal of Edward Jerningham Wakefield, 1845-46. Alexander Turnbull Library, Wellington 1972 (englisch).